# 今この時の中で
今この時の中で (いまこのときのなかで、独: In tempus praesens)は、ロシアの作曲家、ソフィア・グバイドゥーリナが2007年に作曲したヴァイオリン協奏曲である。演奏時間は約32分。

## 作曲の経緯と初演
作品はヴァイオリン奏者のアンネ＝ゾフィー・ムターの委嘱作品として書かれた。
初演は2007年8月30日に、アンネ＝ゾフィー・ムターの独奏、サイモン・ラトルの指揮、ベルリン・フィルハーモニー管弦楽団の演奏によって初演された。

## 編成
フルート4 (ピッコロ持ち替え)、オーボエ3、クラリネット4 (バスクラリネット持ち替え)、ファゴット4 (コントラファゴット持ち替え)、ホルン3、ワグナーチューバ3、トランペット3、トロンボーン4 、チューバ、パーカッション6、ハープ2、チェレスタ、チェンバロ、ピアノ、ヴァイオリンを除く弦楽合奏

## 録音
- 「バッハ・ミーツ・グバイドゥーリナ」- アンネ＝ゾフィー・ムターの独奏によるCDで、J.S.バッハのヴァイオリン協奏曲第1番と第2番とともに収録されている。